# NORML
National Organization for the Reform of Marijuana Laws, w skrócie NORML (wym. ‘normal’) – założona w 1970 organizacja non-profit z siedzibą w USA, której celem jest „przekonanie opinii publicznej do konieczności zniesienia zakazu używania konopi, tak aby odpowiedzialne jej użycie przez osoby dorosłe nie było karane”.

## Program
Na stronie internetowej organizacji można dowiedzieć się, że „popiera zniesienie wszelkich kar za posiadanie dla własnego użytku i za odpowiedzialne używanie marihuany przez osoby dorosłe, w tym uprawę na użytek własny, swobodną wymianę małych ilości bez celów zarobkowych” oraz że „popiera rozwój kontrolowanego przez prawo rynku konopi”.
W roku 2006 udało jej się doprowadzić do tego, że w niektórych lokalnych oddziałach policji zwalczanie marihuany dostało niski priorytet, dzięki czemu środki policyjne mogły zostać przeznaczone na zwalczanie poważnych przestępstw.
NORML popiera wysiłki w legalizacji i opodatkowaniu marihuany np. w Kalifornii. Ma to pomóc w zmniejszeniu rosnącego deficytu federalnego i krajowego bez konieczności podnoszenia podatków.
W ostatnich latach organizacja miała poważne problemy – zmuszona była do rywalizacji z nowymi grupami o podobnym charakterze, które zdobywały większe fundusze.

## Fundacja NORML
Fundacja NORML to jednostka organizacji zwolniona z opodatkowania, która prowadzi działalność edukacyjną i naukową. Przykładowo, w październiku 1998, Paul Armentano i Jon Gettman z NORML opublikowali raport na temat Krajowej Produkcji Marihuany, często cytowany w głównonurtowych mediach. W sposób metodyczny oszacowano tu wartość i liczba roślin konopi uprawianych w 1997. Okazało się m.in., że DEA (agencja rządowa odpowiedzialna za walkę z narkotykami) przejęła 32% krajowych roślin konopi. Raport ten podaje też, że „Marihuana nadal jest czwartą pod względem wartości uprawą rynkową w USA, mimo tego, że rząd amerykański wydaje każdego roku 10 mld dol. na walkę z nią”.

## administracja NORML

### Zarząd
- WP. Stephen W. Dillon (Przewodniczący)
- Dale Gieringer, dr (Zastępca)
- Valerie Corral
- Rick Doblin, dr
- Ann Druyan
- Barbara Ehrenreich
- Dominic Holden
- WP. Norman Elliott Kent
- Paul Kuhn
- WP. Nancy Lord, dr med.
- Christopher Mulligan
- George Rohrbacher
- Jeffrey Steinborn
- Allen St. Pierre
- WP R. Keith Stroup
- Clifford W. Thornton, Jr.
- Richard M. Wolfe
- Dan Viets, dr
- Peter Vilkelis

### Rada Doradcza
- Willie Nelson, Współprzewodniczący (piosenkarz i twórca piosenek)
- WP. Nadine Strossen, Współprzewodniczący (prezes Amerykańskiej Unii Wolności Obywatelskich)
- David Boaz (członek Cato Institute)
- Tommy Chong (aktor komediowy, reżyser, pisarz)
- Mitch Earleywine, dr (Profesor Nadzwyczajny w dziedzinie psychologii)
- Lester Grinspoon, dr med. (zasłużony emerytowany profesor Harvard Medical School)
- Terence Hallinan, Esq. (Prokurator Okręgowy San Francisco)
- Woody Harrelson (aktor)
- Bill Maher (aktor komediowy, satyryk)
- Ron Mann (twórca filmów dokumentalnych)
- Szeryf Bill Masters (z Telluride w stanie Kolorado)
- John P. Morgan, dr med. (lekarz i profesor farmakologii)
- Kary Mullis, dr (laureat Nagrody Nobla w dziedzinie Chemii w 1993)
- Bill Regardie (wydawca)
- Mark Stepnoski (była gwiazda NFL)
- Daniel Stern (aktor, pisarz i reżyser)
- Rick Steves (dziennikarz, gospodarz programu telewizyjnego)

Hunter S. Thompson i Robert Altman byli również członkami Rady, aż do śmierci.

### Dyrektorzy wykonawczy
- Keith Stroup (1970–1979, 1995–2004)
- Jon Gettman (1986–1989)
- Donald Fiedler 1989–1991
- Richard Cowan (1992–1995)
- Allen St. Pierre (2005–do dziś)